# Orbite terrestre
Ne pas confondre avec l'orbite de la Terre.
Pour un article plus général, voir Orbite.

Schéma à l'échelle montrant la Terre, les principales orbites (orbites basse, moyenne et géostationnaire) utilisées par les satellites, les vitesses et les périodes orbitales à différentes altitudes ainsi que la position de quelques satellites ou constellations de satellites remarquables : GPS, GLONASS, Galileo and Compass, Station spatiale internationale, télescope Hubble et la constellation Iridium.

Une orbite terrestre est l'orbite suivie par un objet circulant autour de la Terre. Depuis le début de l'ère spatiale (1957) plusieurs milliers de satellites ont été placés en orbite autour de notre planète. Les orbites des engins spatiaux ont des caractéristiques différentes dans le but de répondre aux objectifs de leur mission. Des millions de débris spatiaux de toute taille résultant de l'activité spatiale sont également en orbite autour de la Terre. Outre les objets artificiels, un objet naturel, la Lune, est en orbite autour de la Terre.

## Paramètres orbitaux d'un satellite autour de la Terre
L'orbite elliptique d'un satellite autour de la Terre est décrite au moyen de deux plans — le plan de l'orbite (plan orbital) et le plan équatorial (le plan qui passe par l'équateur de la Terre) — et de six paramètres (les éléments) : le demi-grand axe, l'excentricité, l'inclinaison, la longitude du nœud ascendant, l'argument du périgée et la position de l'objet sur son orbite. Deux de ces paramètres - excentricité et demi-grand axe - définissent la trajectoire dans un plan, trois autres - inclinaison, longitude du nœud ascendant et argument du péricentre - définissent l'orientation du plan dans l'espace et le dernier - instant de passage au péricentre - définit la position de l'objet.
- Le satellite circule sur une ellipse (une orbite circulaire est un cas particulier d'ellipse). Le demi-grand axe {\displaystyle a} est la moitié de la distance qui sépare le périgée (point bas de l'ellipse) de l'apogée (point haut de l'ellipse). Ce paramètre définit la taille absolue de l'orbite.
- Excentricité {\displaystyle e} : une ellipse est le lieu des points dont la somme des distances à deux points fixes, les foyers ({\displaystyle S} et {\displaystyle S'} sur le diagramme), est constante. L'excentricité mesure le décalage des foyers par rapport au centre de l'ellipse ({\displaystyle C} sur le diagramme) ; c'est le rapport de la distance centre-foyer au demi-grand-axe. Le type de trajectoire dépend de l'excentricité :
  - {\displaystyle e=0} : orbite circulaire
  - {\displaystyle 0<e<1} : orbite elliptique
  - {\displaystyle e=1} : trajectoire parabolique : le satellite ne reste pas en orbite et retombe sur Terre.
  - {\displaystyle e>1} : trajectoire hyperbolique : le satellite quitte l'orbite terrestre et se place sur une orbite héliocentrique.

Paramètres de l'orbite d'un satellite autour de la Terre
Paramètres orbitaux d'un satellite artificiel : ascension droite du nœud ascendant ☊, inclinaison i, argument du périgée ω.
Vue perpendiculaire au plan orbital : demi-grand axe a, argument du périgée ω, anomalie vraie ν.

Le plan de référence ou plan référentiel est pour les orbites terrestres le plan passant par l'équateur. Le plan de référence et le plan de l'orbite sont ainsi deux plans sécants. Leur intersection est une droite appelée ligne des nœuds. L'orbite coupe le plan de référence en deux points, appelés nœuds. Le nœud ascendant est celui par lequel le corps passe en trajectoire ascendante ; l'autre est le nœud descendant.
Le passage entre le plan orbital et le plan de référence est décrit par trois éléments qui correspondent à des angles d'Euler :
- L'inclinaison, notée {\displaystyle i}, qui correspond à l'angle de nutation : l'inclinaison (entre 0 et 180 degrés) est l'angle que fait le plan orbital avec le plan passant par l'équateur.
  - 90° : le satellite survole les pôles. Les orbites dont l'inclinaison est proche de 90° sont des orbites polaires. L'orbite héliosynchrone est un sous-type de l'orbite polaire.
  - 0° : le satellite est en permanence au-dessus de l'équateur. Les orbites dont l'inclinaison est proche de 0° sont des orbites quasi équatoriales.
- La longitude du nœud ascendant, notée ☊, qui correspond à l'angle de précession : il s'agit de l'angle entre la direction du point vernal et la ligne des nœuds, dans le plan de l'écliptique. La direction du point vernal est la droite joignant le Soleil et le point vernal (point de repère astronomique correspondant à la position du Soleil au moment de l'équinoxe du printemps). La ligne des nœuds est la droite à laquelle appartiennent les nœuds ascendants (le point de l'orbite où l'objet passe au nord du plan équatorial) et descendant (le point de l'orbite où l'objet passe au sud de celui-ci).
  - Pour les orbites équatoriale (inclinaison orbitale nulle) ce paramètre n'a pas de sens. Par convention il est valorisé à 0.
- L'argument du périgée, noté {\displaystyle \omega } est l'angle formé par la ligne des nœuds et la direction du périgée (la droite passant par la Terre et le périgée de l'orbite) dans le plan orbital. La longitude du périgée est la somme de la longitude du nœud ascendant et de l'argument du périgée.
  - Un argument du périgée de 0° signifie que le satellite est au plus près de la Terre au même moment où il traverse le plan équatorial du Sud vers le Nord.
  - Un argument du périgée de 90° indique que le périgée est atteint lorsque le corps est à sa distance maximale au-dessus du plan équatorial.

Le sixième paramètre est la position du corps orbitant sur son orbite à un instant donné. Elle est nécessaire pour pouvoir définir celle-ci dans le futur. Elle peut être exprimée de plusieurs manières :
- Instant τ de passage au périgée.
- L'anomalie moyenne M de l'objet pour un instant conventionnel (l'époque de l'orbite). L'anomalie moyenne n'est pas un angle physique, mais spécifie la fraction de la surface de l'orbite balayée par la ligne joignant le foyer à l'objet depuis son dernier passage au périgée, exprimée sous forme angulaire. Par exemple, si la ligne joignant le foyer à l'objet a parcouru le quart de la surface de l'orbite, l'anomalie moyenne est {\displaystyle 0,25\times 360}°{\displaystyle =90}°. La longitude moyenne de l'objet est la somme de la longitude du périgée et de l'anomalie moyenne.
- L'anomalie vraie.
- L'argument de latitude.

### Représentation des paramètres orbitaux
Les paramètres orbitaux des objets en orbite terrestre sont représentés de manière standard sous la forme de Paramètres orbitaux à deux lignes (en anglais Two-Line Elements ou TLE). Le NORAD et la NASA maintiennent un catalogue de ces paramètres non seulement pour les satellites artificiels, mais également pour les débris spatiaux d'une taille supérieure à 10 centimètres en orbite basse et 1 mètre en orbite géostationnaire (sous cette taille les débris ne peuvent pas être suivis de manière individuelle par les radars). Les données contenues dans ce catalogue permettent de calculer à tout instant la position des objets en orbite. À cause des nombreuses perturbations dont ils font l'objet (influences de l'attraction de la Lune et du Soleil, freinage atmosphérique, vent solaire, pression photonique… mais également manœuvres orbitales , ces paramètres doivent cependant être régulièrement mis à jour et ne sont valables que pour une période limitée.
Les paramètres gérés dans le catalogue sont les suivants : 
- Époque du moment de la mesure (Deux derniers chiffres de l'année) 21
- Époque du moment de la mesure (jour de l'année et portion fractionnelle du jour) 	264,51782528
- Dérivée première du mouvement moyen divisée par 2 6 	−,00002182
- Dérivée seconde du mouvement moyen divisée par 6 (après la virgule) 	00000-0
- Coefficient de trainée BSTAR par exemple 7
- Inclinaison orbitale par exemple 51,6416°
- Longitude du nœud ascendant par exemple 247,4627°
- Excentricité par exemple 0,0006703
- Argument du périastre par exemple 130,5360°
- Anomalie moyenne par exemple 325,0288°
- Nombre de révolutions par jour par exemple 15,72125391
- Nombre de révolutions effectuées à l'époque donnée par exemple 56353

### Catalogue des objets en orbite
Le catalogue listait mi 2019 environ 44000 objets dont 8558 satellites lancés depuis 1957. 17 480 font l'objet d'un suivi régulier. En janvier 2019 l'Agence spatiale européenne estimait que l'organisation américaine était en mesure de suivre 34 000 débris spatiaux . Des millions de débris de plus petite taille ne sont pas répertoriés.
Dans ce catalogue chaque objet en orbite a deux identifiants attribué au lancement du satellite ou lors de l'apparition d'un nouveau débris : l'identifiant COSPAR et l'identifiant NORAD. L'identifiant COSPAR est un identifiant international qui est attribué à tout objet placé en orbite ayant une trajectoire indépendante. Sa structure est la suivante : année de lancement, n°ordre du lancement, lettre permettant de distinguer les différents satellites lancés. 2021-05C désigne ainsi un satellite placé en orbite en 2021 lors du cinquième lancement de l'année qui comportait au moins trois satellites (puisqu'il lui est attribué la lettre C). L'identifiant NORAD est un numéro d'ordre attribué par l'organisation américaine au fur et à mesure des lancements ou des détections de débris spatiaux.

## Période de révolution
La période de révolution (période orbitale) d'un satellite autour de la Terre est la durée mise par accomplir une révolution complète autour de la Terre. Sa valeur s'affaiblit avec la distance entre la Terre et le satellite. Elle passe de 90 minutes sur une orbite basse à 200 kilomètres d'altitude, à 23 heures 56 minutes sur une orbite géostationnaire. Sur cette dernière orbite, elle coïncide avec la période de révolution de la Terre. Le satellite reste de ce fait en permanence au-dessus de la même région terrestre. La période orbitale de la Lune est de 27,27 jours.

## Vitesse orbitale
La vitesse orbitale autour de la Terre est d'autant plus faible que l'orbite amène le satellite à s'éloigner à une distance importante de la Terre. Sur une orbite circulaire terrestre, cette vitesse est de 7,9 km/s à 200 kilomètres et 3,1 km/s au niveau de l'orbite géostationnaire. La Lune circule à une vitesse orbitale qui oscille entre 0,97 et 1,08 km/s car elle est légèrement elliptique. En effet lorsque l'orbite est elliptique, la vitesse varie tout au long de l'orbite : elle atteint son maximum au périgée et son minimum à l'apogée. Ainsi, un satellite placé sur une orbite de Molnia dont le périgée se situe à 500 kilomètres de la surface de la Terre et l'apogée à 39 900 kilomètres voit sa vitesse passer de 10 km/s à proximité de la Terre à 1,5 km/s à son apogée.

## Classification des orbites terrestres

### Classification par altitude

Orbites basses (bleu) et moyennes (jaune) à l'échelle. La ligne pointillée noire représente l'orbite géostationnaire. La ligne verte pointillée correspond à l'orbite des satellites de systèmes de positionnement comme le GPS.

- Orbite terrestre basse : L'orbite terrestre basse, ou LEO (Low Earth orbit en anglais), est une zone de l'orbite terrestre allant jusqu'à 2 000 kilomètres d'altitude. On y retrouve des satellites d'observation de la Terre (météorologie, étude du climat, gestion des désastres, surveillance des récoltes, océanographie, géodésie, ...), certains satellites de télécommunications ainsi que les vaisseaux spatiaux embarquant des équipes ainsi que les stations spatiales, dont la Station spatiale internationale. C'est une orbite primordiale pour les applications spatiales. C'est la plus densément occupée et les opérateurs de satellites doivent faire face à la prolifération des débris spatiaux et aux risques de collision. En dessous de 90 kilomètres, l'atmosphère est trop dense pour maintenir un engin spatial en orbite même en utilisant une propulsion. Sous les 400 kilomètres, l'atmosphère résiduelle entraine la rentrée atmosphérique de l'engin spatial au bout de quelques heures (pour les altitudes les plus basses) à quelques années.
- Orbite terrestre moyenne : L'orbite terrestre moyenne, ou MEO (Medium Earth Orbit), est la région de l'espace autour de la Terre située entre 2 000 et 35 786 kilomètres d'altitude, soit au-dessus de l'orbite terrestre basse et en dessous de l'orbite géostationnaire.
- Orbite géosynchrone : L'orbite géosynchrone, abrégée GEO (Geosynchronous Orbit), est une orbite sur laquelle un satellite se déplace dans le même sens que la planète (d'ouest en est pour la Terre) et dont la période orbitale est égale à la période de rotation sidérale de la Terre (soit environ 23 h 56 min 4,1 s). Cette orbite a un demi-grand axe d'environ 42 200 km.
- Orbite terrestre haute : L'orbite terrestre haute, ou HEO (High Earth Orbit) est une orbite terrestre dont l'apogée est situé au-dessus de l'orbite géosynchrone, soit environ 35 786 kilomètres.

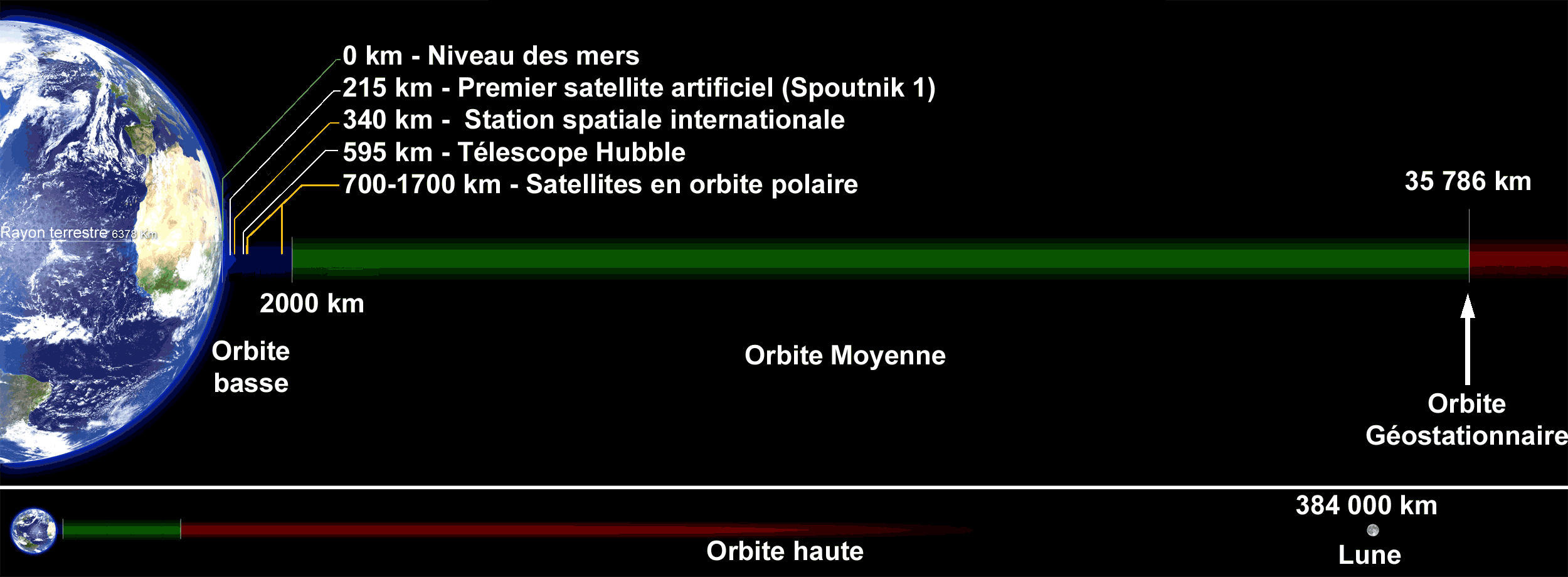
Les catégories d'orbite des satellites artificiels selon l'altitude (schéma à l'échelle).

### Classification par inclinaison
Une orbite inclinée est une orbite inclinée par rapport au plan équatorial.
- Orbite polaire : Un satellite en orbite polaire survole les pôles d'une planète (ou d'un autre corps céleste) à chaque révolution. Il tourne autour d'un astre avec une inclinaison élevée, située près de 90 degrés, ce qui le rend intéressant pour l'observation de la Terre. Son altitude, généralement assez basse, avoisine les 700 kilomètres.

- Orbite héliosynchrone : L'orbite héliosynchrone désigne une orbite dont on choisit l'altitude et l'inclinaison de façon que l'angle entre son plan et la direction du Soleil demeure à peu près constant. Un satellite placé sur une telle orbite repasse au-dessus d'un point donné de la surface terrestre à la même heure solaire locale.

### Classement par excentricité

Orbite de Hohmann.

- Orbite circulaire : c'est une orbite dont l'excentricité est nulle. Le périgée est égal à l'apogée.
- Orbite elliptique
  - L'orbite de Hohmann est une trajectoire qui permet de passer d'une orbite circulaire à une autre orbite circulaire située dans le même plan, en utilisant uniquement deux manœuvres impulsionnelles. En se limitant à deux manœuvres, cette trajectoire est celle consommant le moins d'énergie pour y parvenir.
  - L'orbite de transfert géostationnaire est une orbite elliptique qui est utilisée pour transférer un satellite sur une orbite géostationnaire. L'apogée se situe à une altitude de 35 786 km (l'altitude de l'orbite géostationnaire) tandis que le périgée est en général de 200 km.
  - L'orbite de Molnia est une catégorie d'orbite très elliptique, inclinée à 63,4° par rapport au plan de l'équateur et d'une période de 12 heures. Son apogée est proche de 40 000 km et son périgée proche de 1 000 km. Un satellite placé sur cette orbite passe la plupart de son temps au-dessus des régions polaires. Il vient compléter la couverture des satellites en orbite géostationnaire qui ne sont pas reçus dans ces régions. Il a été mis en œuvre pour la première fois par les soviétiques dont une grande partie du territoire se situe à des latitudes élevées.
  - L'orbite toundra est un type d'orbite géosynchrone très elliptique d'une période de 24 heures. Elle s'apparente à l'orbite de Molnia qui a une période de 12 heures. Elle était utilisée par certains satellites de télécommunications pour couvrir des zones mal desservies par l'orbite géostationnaire, notamment les pôles. Cette orbite fut également utilisée pour la première fois par les Soviétiques.

### Orbite prograde ou rétrograde

Satellite (rouge) circulant sur une orbite rétrograde autour de la Terre.

Lorsque le satellite tourne autour de la Terre avec un mouvement de rotation identique à celui de la Terre (dans le sens inverse des aiguilles d'une montre lorsqu'on regarde depuis le pôle nord), son orbite est dite prograde. La très grande des majorités des satellites sont placés sur une orbite prograde car cela permet de bénéficier de la vitesse de rotation de la Terre (0,46 km/s à l'équateur). Parmi les exceptions figurent les satellites israéliens qui ne peuvent être lancés vers l'ouest (soit le sens de la rotation de la Terre) car le lanceur survolerait des terres habitées. Ils circulent sur une orbite rétrograde.

## L'insertion en orbite terrestre
Pour qu'un véhicule spatial se place sur une orbite terrestre, il est nécessaire de lui communiquer une vitesse minimale. Cette vitesse de satellisation minimale est d'environ 7,9 km/s pour un satellite sur une orbite circulaire à 200 kilomètres d'altitude (il s'agit d'une vitesse horizontale, un objet lancé verticalement à cette vitesse ou à une vitesse supérieure retomberait sur Terre).
Si la vitesse horizontale est inférieure à 7,9 km/s l'engin décrit une parabole plus ou moins longue selon la vitesse avant de revenir sur Terre. Si la vitesse est supérieure à la vitesse de libération (11,2 km/s soit 40 320 km/h) sa trajectoire décrit une hyperbole et il quitte l'orbite terrestre pour se placer une orbite héliocentrique (autour du Soleil).

## Déclin d'orbite
| Altitude | Durée de vie                  |
| -------- | ----------------------------- |
| 200 km   | Quelques jours                |
| 250 km   | ~60 jours                     |
| 300 km   | ~220 jours                    |
| 500 km   | Quelques années               |
| 1000 km  | Plusieurs siècles (indicatif) |
| 1500 km  | 10 000 ans (indicatif)        |

L'orbite d'un satellite autour de la Terre n'est pas stable. Elle subit des forces qui progressivement la modifient. En particulier sur l'orbite basse terrestre, l'atmosphère résiduelle, bien que très ténue, agit sur le véhicule spatial en générant une force aérodynamique comprenant deux composantes : la portance, perpendiculaire au vecteur vitesse, dont la valeur est négligeable jusqu'à ce que les couches denses de l'atmosphère soient atteintes (à une altitude d'environ 200 km et en dessous) et la traînée qui vient diminuer la vitesse et entraine ainsi une diminution de l'altitude. La valeur de la trainée s'accroit lorsque l'altitude diminue car l'atmosphère se densifie. Lorsque l'activité solaire est plus intense la densité de l'atmosphère en haute altitude s'accroit ce qui augmente la trainée. Enfin, la trainée dépend également du coefficient balistique de l'engin spatial c'est-à-dire du rapport entre sa section telle qu'elle se présente dans le sens du déplacement et sa masse. Du fait de cette force, un engin spatial circulant à une altitude de 200 kilomètres ne restera en orbite que quelques jours avant de pénétrer dans les couches épaisses de l'atmosphère et d'être détruit (ou d'atterrir s'il a été conçu pour survivre aux hautes températures). S'il circule à une altitude de 1500 kilomètres, cet événement ne se produira qu'au bout d'environ 10 000 ans.
Lorsque l'altitude du satellite le fait pénétrer dans les couches plus denses de l'atmosphère, la chaleur produite par la trainée, du fait de sa vitesse de l'ordre de 8 km/s, atteint plusieurs milliers de degrés. Si l'engin spatial n'a pas été conçu pour survivre à sa rentrée atmosphérique, il brûle tout en se brisant en plusieurs morceaux dont certains peuvent atteindre le sol. À cause de la traînée atmosphérique, l'altitude la plus basse au-dessus de la Terre à laquelle un objet en orbite circulaire peut effectuer au moins un tour complet sans propulsion est d'environ 150 km tandis que le plus faible périgée d'une orbite elliptique est d'environ 90 km.

## Trace au sol

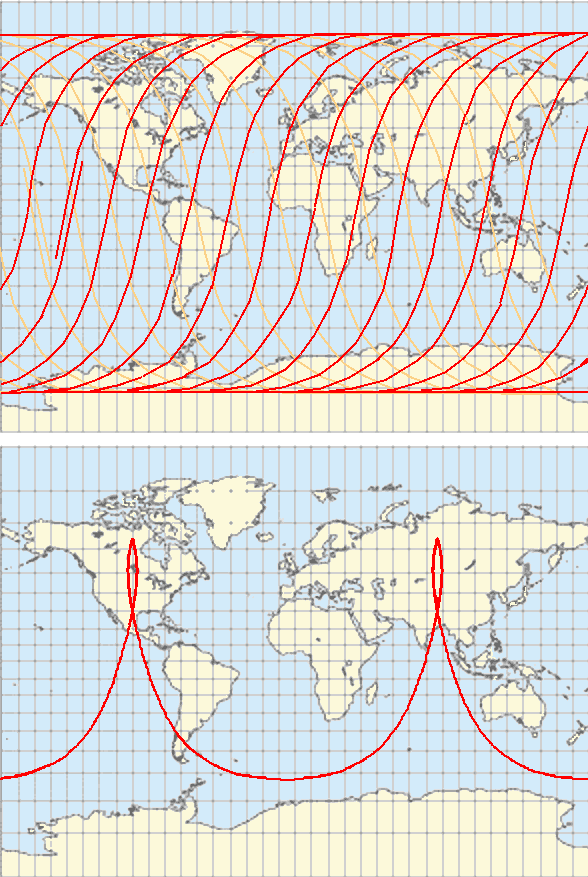
En haut, orbite héliosynchrone rétrograde de 99° d'inclinaison. En bas, orbite de Molnia ellipse avec une forte excentricité (40000 km x 400 km), une inclinaison de 63° et une période de 12 heures.

La trace au sol d'un satellite artificiel est une ligne imaginaire constituée par l'ensemble des points situés sur une verticale qui passe par le centre de la Terre et le satellite. La trace permet de déterminer les lieux de visibilité du satellite depuis le sol, et, à l'inverse, de déterminer les portions de la surface couverts par le satellite. Ses caractéristiques sont déterminées par les paramètres de l'orbite. Les objectifs de la mission remplie par le satellite, la position des stations terriennes communiquant avec le satellite contribuent à fixer la forme de la trace au sol et donc en retour les paramètres de l'orbite retenus.

## Synthèse: altitude, énergie, période et vitesse orbitale
| Type orbite                                                   | Altitude au-dessus de la surface | Distance du centre de la Terre | Vitesse orbitale       | Période orbitale  | Energie orbitale |
| ------------------------------------------------------------- | -------------------------------- | ------------------------------ | ---------------------- | ----------------- | ---------------- |
| Surface de la Terre (pour référence, ce n'est pas une orbite) | 0 km                             | 6378 km                        | 465 m/s (1674 km/h)    | 23 h 56 min 4 s 9 | -62,6 Mj/kg      |
| Orbite au niveau de la surface (théorique)                    | 0 km                             | 6378 km                        | 7,9 km/s (28 440 km/h) | 1 h 24 min 18 s   | -31,2 Mj/kg      |
| Orbite basse                                                  | 200 à 2000 km km                 | 6 600 à 8 400 km               | 7,8 à 6,9 km/s         | 1 h 29 à 2 h 8    | -29,8 Mj/kg      |
| Orbite géostationnaire                                        | 35 786 km                        | 42 000 km                      | 3,1 km/s               | 23 h 56 min 4 s 9 | -4,6 Mj/kg       |
| Orbite de la Lune                                             | 357 000 - 399 000 km             | 363 000 - 406 000 km           | 0,97-1,08 km/s         | 27,27 jours       | -0,5 Mj/kg       |
| Orbite de Molnia                                              | 500–39 900 km                    | 6 900–46 300 km                | 0,97-1,08 km/s         | 11 h 58           | -4,7 Mj/kg       |